# Candidimonas humi
Candidimonas humi es una especie de  bacteria gramnegativa del género Candidimonas. Fue descrita en el año 2011. Su etimología hace referencia a suelo. Es anaerobia facultativa e inmóvil. Catalasa y oxidasa positivas. Tiene un tamaño de 0,09 por 0,5 μm, con forma de cocobacilo. Temperatura de crecimiento entre 15-40 °C, óptima de 30 °C. Forma colonias blancas, circulares, convexas y rugosas en agar PCA tras 48 horas de incubación. Tiene un contenido de G+C de 65%. Se ha aislado de lodos de aguas residuales en Portugal.